# Galleria civica di Trento
Galleria civica di Trento je muzeum současného umění v Trentu v ulici Rodolfa Belenzaniho. Vzniklo v roce 1989 pod názvem Galleria civica di arte contemporanea a zpočátku jej vedl kritik Danilo Eccher. Mezi prvními velkými výstavami byly přehlídky děl Enza Cucchiho, Maria Merze či Yoko Ono. Roku 2011 zde vystavoval slovenský výtvarník Roman Ondák. Počínaje rokem 2014 galerie organizuje Civica Project, což je iniciativa, která prezentuje díla mladých designérů.

## Ředitelé
- Danilo Eccher (1989–1996)
- Roberto Ferrari (1996–1998)
- Vittoria Coen (1998–2001)
- Fabio Cavallucci (2001–2008)
- Andrea Viliani (2009–2012)
- Margherita de Pilati (od 2013)